# Каудиптерикс
Каудиптерикс (лат. Caudipteryx) — род предположительно хищных динозавров, остатки которых были найдены в 1998 году. Обитал на территории нынешнего северо-востока Китая 125—120 млн лет назад (барремский век раннемеловой эпохи).

## Описание

Название ящера переводится как «хвостовое перо»: на хвосте у него были длинные, до 20 см, перья, расположенные веером и служившие, возможно, для привлечения полового партнёра. Этот пернатый динозавр не мог летать, так как его «крылья» были слишком коротки, а перья на них прямые и симметричные. Такая форма не создаёт подъёмной силы. Чтобы она возникла, плоскость опахала должна быть асимметричной, с более широким передним краем, и выпуклой сверху.
Конечности у каудиптерикса были длинные, голова короткая. Достигал длины 1 метр, высоты 0,6 метра и веса 14 кг. В челюстях каудиптерикса имелись зубы, но, как и современные птицы, он глотал маленькие камешки, которые помогали ему перемалывать корм в мускульном желудке.

## Классификация
К роду относят 2 вымерших вида:
- Caudipteryx zoui Ji et al., 1998typus
- Caudipteryx dongi Zhou & Wang, 2000